# DN5B
DN5B este un drum național din România, aflat în județul Giurgiu. El leagă orașul Giurgiu de DN6, cu care se intersectează lângă localitatea Ghimpați. Dincolo de DN6, continuă DN61, care merge până la Găești.